# Cherentes niveilateris
Cherentes niveilateris là một loài bọ cánh cứng trong họ Cerambycidae.